# Добрият великан
„Добрият великан“ (на английски: The BFG) е американски фентъзи приключенски филм от 2016 г. на режисьора Стивън Спилбърг. Сценарият, написан от Мелиса Матисън, е базиран на романа за деца „Г.Д.В.“ на Роалд Дал. Премиерата се състои на 14 май 2016 г. на кинофестивала в Кан, а по кината в САЩ и България филмът излиза съответно на 1 юли и 16 септември 2016 г.

## Сюжет
Малката Софи живее в сиропиталище. Една вечер ѝ се случва нещо необикновено и това се оказва началото на едно приказно приятелство между нея и добродушен гигант. Заедно, двамата изследват страната на великаните и събират сънища, които Г.Д.В. раздава на децата докато спят. По-късно, те се опитват да предупредят кралицата на Великобритания за заплахата от другите великани, които, за разлика от Г.Д.В. ядат децата. Кралицата заповядва армията ѝ да нападне Великания. А накрая щом победили човекоядните великани, ги изселили на безлюден остров, далеч от сушата.

## Актьорски състав
| Актьор          | Роля                                           |
| --------------- | ---------------------------------------------- |
| Лиъм Нийсън     | Г.Д.В.— Големият Дружелюбен Великан            |
| Руби Барнхил    | Софи                                           |
| Пенелопе Уилтън | кралица Елизабет II, кралица на Великобритания |
| Джемейн Клемент | Плътояд, лидерът на човекоядните великани      |
| Ребека Хол      | Мери, помощтничка на кралицата                 |
| Рейф Спол       | г-н Тибс, икономът на кралицата                |
| Бил Хейдър      |                                                |